# 3371 Ђакони
3371 Ђакони (3371 Giacconi) је астероид главног астероидног појаса са средњом удаљеношћу од Сунца која износи 2,739 астрономских јединица (АЈ).
Апсолутна магнитуда астероида је 12,3.